# Phenacoccus multisetosus
Phenacoccus multisetosus är en insektsart som beskrevs av Mckenzie 1967. Phenacoccus multisetosus ingår i släktet Phenacoccus och familjen ullsköldlöss. Inga underarter finns listade i Catalogue of Life.